# Luna Alcalay
Luna Alcalay   (Zagreb, 21 d'octubre de 1928 - Viena, 9 d'octubre de 2012) va ser una compositora i pianista austríaca.

## Biografia
Va néixer a Zagreb (Croàcia) a una família jueva de classe mitjana. Era filla d'un comerciant tèxtil jueu austríac i des de petita va rebre classes de piano per part de Svetislav Stančič a un entorn privat.
Va ser una activa pianista, compositora, autora i pintora des de ben jove. El 1947 va començar a estudiar en l'Acadèmia de Música de Zagreb, encara que a l'any següent la seva familiar va haver d'emigrar a Israel. Va estudiar piano amb Bruno Seidlhofer i composició amb Alfred Uhl a l'Acadèmia de Música de Viena i va rebre una beca el 1958 per continuar els seus estudis a Roma. Després d'acabar els seus estudis, va tornar a Viena, on es va convertir en professora de piano a l'Acadèmia de Música i Arts Escèniques. A més, inspirada per tot el que estava succeint en aquella etapa de la seva vida, va participar en cursos d'estiu a Darmastadt per conèixer la música de Nono i altres avantguardistes. Bruno Maderna va ser el professor que més li va impressionar, i el 1968 passaria a dirigir l'obra coral d'Alcalay Una Strofa di Dante, a Viena. Després, el 1959, va donar classes en el Cor de Nins de Viena i en 1963 va ser nomenada professora de piano per compositores en l'actual Universitat de Música de Viena.

## Carrera
La seva música va ser inicialment influenciada per l'estil compositiu serial de René Leibowitz, però a poc a poc es va anar allunyant de la seva aplicació estricta i en els anys 1970, amb peces com New point of view, va arribar a assolir una tècnica llunyana a la tradició on intervenen paisatges aleatoris i s'utilitzen de manera innovadora els instruments. En aquests anys, el text agafa molta importància en les seves obres. Va compondre òperes, peces corals, de conjunt i solistes. També hi ha obres amb veus masculines i femenines interpretant el text mentre són acompanyades per instruments. Hi ha exemples de radiofonia amb composicions com Homo Sapiens i també va posar música a les obres de diversos poetes, entre ells Else Lasker-Schüler. Va dedicar una òpera a Jan Palach, que es va cremar a lo bonzo a Praga el 1969 en protesta per l'esclafament de la Primavera de Praga i la invasió de Txecoslovàquia per les tropes del Pacte de Varsòvia. Ich bin in sehnsucht eingehüllt (Estic envolta en anhel, 1984), és per a la mateixa Luna Alcalay, la seva obra més important. En ella reflexiona escènicament sobre poemes de Selma Meerbaum-Eisinger, el qual va morir en un camp de concentració de treballs forçats a Ucraïna el 1942.
Luna Alcalay és la primera dona a tenir documentada la seva obra en la Biblioteca Nacional d'Àustria (setembre del 2000). En aquell moment, les seves dues obres Relative a la sonorite i Pas de deux van ser interpretades per primera vegada. Descrivia la seva tècnica, les seves composicions i el seu mètode com a “inconformista”.

## Premis de Composició
- Darmstadt 1963 i 1964. L'Escola de Darmstadt és un grup de músics que varen estudiar composició a la ciutat alemanya de Darmstadt. El primer any varen seguir un corrent més neoclàssic, però en el segon any varen canviar al corrent dodecafònic. Cada estiu se celebra un Curs de composició al final del qual s'entreguen els premis a les categories de Composició i Interpretació Instrumental.
- Gaudeamus 1967. La Fundació Gaudeamus i el Centre de Música Contemporània celebren concerts, activitats i competicions musicals contemporànies en els Països Baixos i en l'estranger, per així ajudar a desenvolupar la carrera professional de músics i compositors, sobretot, holandesos.
- Competició Internacional ISCM a Itàlia 1973
- ORF Steiermark 1973
- "Preis der Stadt Wien" 1992. El premi de la Ciutat de Viena per música se celebra cada any des de 1947.

## Obres[5]
- Apostroph (per violí sol amb molta intensitat). Duració: 18 minuts. Edition HH Music Publishers (HH.HH026-SOL) ISBN 9790708024736 Error en ISBN: grup id no vàlid.
- Apostrophen (violoncel). Duració: 15 minuts. Edition HH Music Publishers (HH.HH031-SOL). ISBN 9790708024774 Error en ISBN: grup id no vàlid.
- Gyroskop (viola), 1998. Duració: 14 minuts. Edition HH Music Publishers (HH.HH021-SOL). ISBN 9790708024040 Error en ISBN: grup id no vàlid.
- Un sogno à tre (flauta, viola i arpa), 1990. Edition HH Music Publishers (HH.HH316-FSP). ISBN 9790708092650 Error en ISBN: grup id no vàlid.
- Relatif à la sonorité[Enllaç no actiu] (trio de cordes). Duració: 18 minuts. Edition HH Music Publishers (HH.HH022-MIN). ISBN 9790708024057 Error en ISBN: grup id no vàlid.
- Touches (dos pianos). Duració: 30 minuts. Edition HH Music Publishers (HH089-SOL). ISBN 9790708041870 Error en ISBN: grup id no vàlid.
- Conversations à trois (trio de vent: oboè, flauta i clarinet). Duració: 12 minuts.
- L'intérieur des pensées (quartet de corda). Duració: 20 minuts.
- Applications (sextet de corda). Duració: 20 minuts.
- Pas de deux (dos clarinets). Duració: 13 minuts.
- Trio (saxofó alt, bateria i baix). Duració: 9 minuts.
- Syntax (percussió). Duració: 18 minuts.
- En circuito (Der alte Friedhof in Prag) (mezzosoprano i conjunt). Duració: 30 minuts.
- Bagatellen (piano solo). Duració: 25 minuts.
- Transparenzen (piano trio: cello, violí i piano). Duració: 18 minuts.
- Sentenzen (concert de violí amb orquestra). Duració: 28 minuts
- Quasi una Fantasia (violí i piano). Duració: 8 minuts.
- Touches (concert per a piano). Duració: 28 minuts.
- A Game for Two (per a dos percussionistes). Duració: 15 minuts.
- Due sentenze (mezzosoprano, oboè d'amore, piano)
- 3 poemes (marimba)